# Per Gessle Unplugged
Per Gessle Unplugged — серия акустических выступлений, который шведский музыкант и исполнитель Пер Гессле и его группа дали в одном единственном месте, баре «Leif’s Lounge» отеля «Tylösand» в пригороде Хальмстада, Швеция в июле и августе 2021 года. 30 августа 2021 года было объявлено о том, что группа отправится в полноценное турне и сыграет 12 концертов в закрытых помещениях в разных городах Швеции в ноябре и декабре 2021 года. После того, как билеты на некоторые концерты были распроданы полностью, были добавлены еще три дополнительных концерта — в Гётеборге, Хальмстаде и Эребру.
Это второе в карьере Гессле выступление unplugged перед живой аудиторией (после выступления Roxette для шоу MTV Unplugged в «Цирке», Стокгольм, в 1993 году). Сольный концерт Гессле unplugged 19 ноября 2020 года в том же стокгольмском «Цирке» прошёл при пустых трибунах и транслировался по телеканалу TV4 из-за ограничений, вызванных пандемией COVID-19.
Это также первое выступление Гессле перед живой аудиторией с 18 августа 2019 года, когда он и Gyllene Tider отыграли последний в туре концерт в норвежской столице Осло. Предыдущий сольный тур Гессле «Per Gessle’s Roxette» прошёл по Европе осенью 2018 года.

## История

### Подготовка к туру
Во время пандемии COVID-19, различных ограничений и карантинов, Гессле столкнулся с тем, что его музыканты, техники и другие члены группы фактически оказались без работы и начали испытывать проблемы с деньгами. В похожей ситуации из-за снижения потока туристов оказались и сотрудники принадлежащего музыканту отеля «Tylösand» в его родном Хальмстаде. Необходимость разрешить эти ситуации привели к рождению идеи о проведении концертов для небольшой аудитории согласно действующим на тот момент карантинным нормам.
19 ноября 2020 года Гессле и его музыканты дали концерт в стокгольмском «Цирке». Выступление прошло при пустых трибунах из-за ограничений, вызванных пандемией COVID-19. Вместо зрителей в партере на каждое место был поставлен плюшевый медвежонок, который продавался за символическое пожертвование — собранные средства жертвовались благотворительному фонду. Концерт транслировался по шведскому телеканалу TV4 под названием «Late Night Concert». Во время выступления музыканты играли сидя и концерт получился акустическим. В большой степени это повлияло на выбор формата будущего тура «Per Gessle Unplugged», который стартовал летом 2021 года.
Запись концерта была также выпущена на CD и в цировом формате:
1. På promenad genom stan
2. Småstadsprat
3. Listen to Your Heart
4. Tycker om när du tar på mej
5. Ömhet
6. I din hand
7. Segla på ett moln
8. Honung och guld
9. It Must Have Been Love

Все исполненные на этом концерте песни вошли в сет-лист гастрольного тура «Per Gessle Unplugged», который начался в июле 2021 года.
3 июня 2021 года в некоторых социальных сетях Пер Гессле объявил, что планирует дать несколько живых концертов летом 2021 года в своём родном городе Хальмстад. Изначально планировались всего 4 концерта: 7, 8, 13 и 14 июля. Концерты должны были пройти на открытой площадке «Solgården» в принадлежащем Гессле отеле «Tylösand», рядом с баром «Leif’s Lounge», в котором находится музей Roxette и Gyllene Tider. По причине некоторых запретов на проведение массовых мероприятий, наложенных шведским правительством в связи с пандемией COVID-19, количество билетов на каждый концерт было крайне ограниченным (всего до 450 зрителей на одно представление).
Старт продаж билетов был назначен на 10 часов утра 4 июня 2021. Уже в 10:02 билеты на все четыре концерта были полностью раскуплены (сайт отеля, на котором продавались билеты, а также телефонная линия для заказа оказались парализованы из-за большого количества желающих) — газета «Hallandsposten» назвала это «несомненным рекордом». Через несколько часов были объявлены ещё четыре дополнительные даты: 21, 22, 28 и 29 июля: таким образом музыканты должны были отыграть восемь концертов. Билеты на второй «сет» концертов поступили в продажу 7 июня в полдень и также были раскуплены всего за несколько минут. В этот же день был добавлен третий «сет» концертов — 2 и 3 августа.
Пер Гессле не первый раз выступает в баре «Leif’s Lounge» отеля «Tylösand»: здесь часто проходили «секретные» премьерные выступления, открывавшие некоторые его сольные туры, а также большинство туров Gyllene Tider. Кроме того, например, в июле 2010 года в Тюлёсанде проходили репетиции всемирного тура Roxette. 4 августа 2010 года здесь состоялось одно из «секретных» выступлений группы, ставшим премьерным в туре — музыканты позиционировали его как «генеральную репетицию».
За десять дней до старта серии выступлений халландская газета «Hallandsposten» опубликовала интервью с Пером Гессле, которое он дал музыкальному журналисту и писателю Яну-Уве Викстрёму (швед. Jan-Owe Wikström). В беседе музыкант рассказал, что отводит на репетиции всего четыре дня, так как хочет, чтобы выступления получились максимально спонтанными и считает, что каждый вечер должен быть уникальным. Было отобрано 16-18 песен, которые группа должна исполнять примерно в течение часа: в основном песни Gyllene Tider и из сольной карьеры Гессле, минимум песен Roxette.
До начала тура Гессле выбрал 30-35 песен, которые он бы хотел сыграть на концертах. Для всех этих песен он записал в студии отдельные акустические версии, чтобы послушать, как они будут звучать — по 6-7 песен в день в течение недели. Из них он представил в итоге группе 25 песен. Музыкант планировал, что концерт будет длиться 45 минут + 15 минут экстра выступление. Вместо этого каждое шоу в Тюлёсанде продолжалось 110 минут.
В интервью журналисту и писателю Яну-Уве Векстрёму (швед. Jan-Owe Wikström) для «Hallandsposten» Гессле рассказал, что одно дело стоять на «Уэмбли» или «Уллеви», где можно «спрятаться за большим представлением, звуком или осветительными приборами» и другое дело здесь — небольшая сцена, акустическое звучание, всё открыто, «обнажено» — это намного сложнее. Одним из примеров для вдохновения для проведения подобного тура послужил концерт Брюса Спрингстина на Бродвее, который Гессле посетил несколько лет назад. Спрингстин стоял на сцене с гитарой, рассказывал истории из своей жизни и пел песни.

### Летние концерты
Билеты на все десять концертов в Тюлёсанде были распроданы полностью. На каждом концерте присутствовали примерно 475 зрителей.
Шведский исполнитель Уно Свеннингссон выступал на этой же самой площадке 20 июля 2021 года с сольным концертом. СМИ надеялись, что два музыканта смогут выступить дуэтом, так как Свеннингсон записал вместе с Гессле песню «Du kommer så nära (du blir alldeles suddig)» для альбома «Gammal kärlek rostar aldrig» (2020), однако Свеннингсон присутствовал в зрительном зале, но на сцену не вышел.

### Осенние концерты
Во время паузы между летним и осенним легом гастрольного тура Пер Гессле интенсивно работал со своей шведской группой Gyllene Tider и успел записать новый студийный альбом.
После успеха летних концертов в Тюлёсанде, 30 августа 2021 года было объявлено о том, что группа отправится в тур по Швеции и сыграет такие же концерты на закрытых площадках по всей стране. Вторая часть тура прошла в ноябре и декабре 2021 года. Из-за высокого спроса на билеты были добавлены три дополнительных концерта в Гётеборге, Хальмстаде и Эребру.

## Даты концертов
Турне состояло из двух частей: первые десять концертов группа отыграла на одной единственной площадке, в «Солнечном Саду» (швед. Solgården) отеля «Tylösand». Билеты на все концерты тура были распроданы полностью.
1. 7 июля 2021 года
2. 8 июля 2021 года
3. 13 июля 2021 года
4. 14 июля 2021 года
5. 21 июля 2021 года
6. 22 июля 2021 года
7. 28 июля 2021 года
8. 29 июля 2021 года
9. 2 августа 2021 года
10. 3 августа 2021 года

30 августа 2021 года после успеха тюлёсандских выступлений было объявлено о том, что группа отправится в гастрольный тур по стране. Вторая часть тура была запланирована на конец 2021 года — концерты прошли в следующих городах:
1. 5 ноября: Линчёпинг, Konsert & Kongress
2. 6 ноября: Норрчёпинг, Louis de Geer
3. 14 ноября: Евле, Konserthuset
4. 19 ноября: Стокгольм, Filadelfia
5. 20 ноября: Уппсала, Konsert & Kongress
6. 22 ноября: Гётеборг, Lorensbergsteatern
7. 23 ноября: Гётеборг, Lorensbergsteatern — дополнительный концерт
8. 28 ноября: Хальмстад, Halmstads Teater
9. 29 ноября: Хальмстад, Halmstads Teater — дополнительный концерт

Нижеследующие концерты несколько раз переносились из-за болезни Пера Гессле поздней осенью 2021 года и ограничений, наложенных правительством Швеции из-за пандемии COVID-19. После объявления переноса концертов на апрель-май 2022 года, организаторы добавили ещё 6 дополнительных концертов. Выступления, перечисленные ниже, состоялись в 2022 году:
1. 21 апреля: Карлстад, CCC — (изначально 8 декабря 2021 года, затем 11 января 2022 года)[22]
2. 25 апреля: Йёнчёпинг, Konserthuset — (изначально 14 декабря, затем 16 января)[23]
3. 26 апреля: Кальмар, Kalmarsalen — (изначально 15 декабря, затем 19 января)[23]
4. 30 апреля: Эребру, Konserthuset — (изначально 9 декабря, затем 13 января)
5. 1 мая: Эребру, Konserthuset — дополнительный концерт — (изначально 10 декабря, затем 14 января)
6. 2 мая: Векшё, Konserthuset
7. 4 мая: Мальмё, Slagthuset — (изначально 12 декабря, затем 21 декабря, затем 17 января)[23]
8. 5 мая: Карлскруна, Konserthusteatern
9. 6 мая: Хельсингборг, Konserthuset
10. 9 мая: Умео, Idunteatern
11. 10 мая: Шеллефтео, Sara Kulturhus
12. 11 мая: Лулео, Kulturens Hus

Из-за высокого спроса на билеты были добавлены три дополнительных концерта: 23 ноября в Гётеборге, 29 ноября в Хальмстаде и 10 декабря в Эребру.
7 декабря было объявлено, что у Пера Гессле диагностировали тонзиллит. По этой причине четыре концерта были перенесены на более поздний срок. Live Nation выпустила пресс-релиз по этому поводу. Позже другие (оставшиеся) концерты в декабре 2021 года были перенесены на январь 2022.

## Музыканты
- Пер Гессле — вокал, гитара
- Хелена Юсефссон — вокал, перкуссия
- Магнус Бёрьесон — бас, бэк-вокал
- Кларенс Эверман — клавишные
- Кристофер Лундквист — гитара[8]
- Матс МП Перссон — звукорежиссёр

Музыканты, сфотографированные во время проведения гастрольного тура в Тюлёсанде в июле 2021 года:

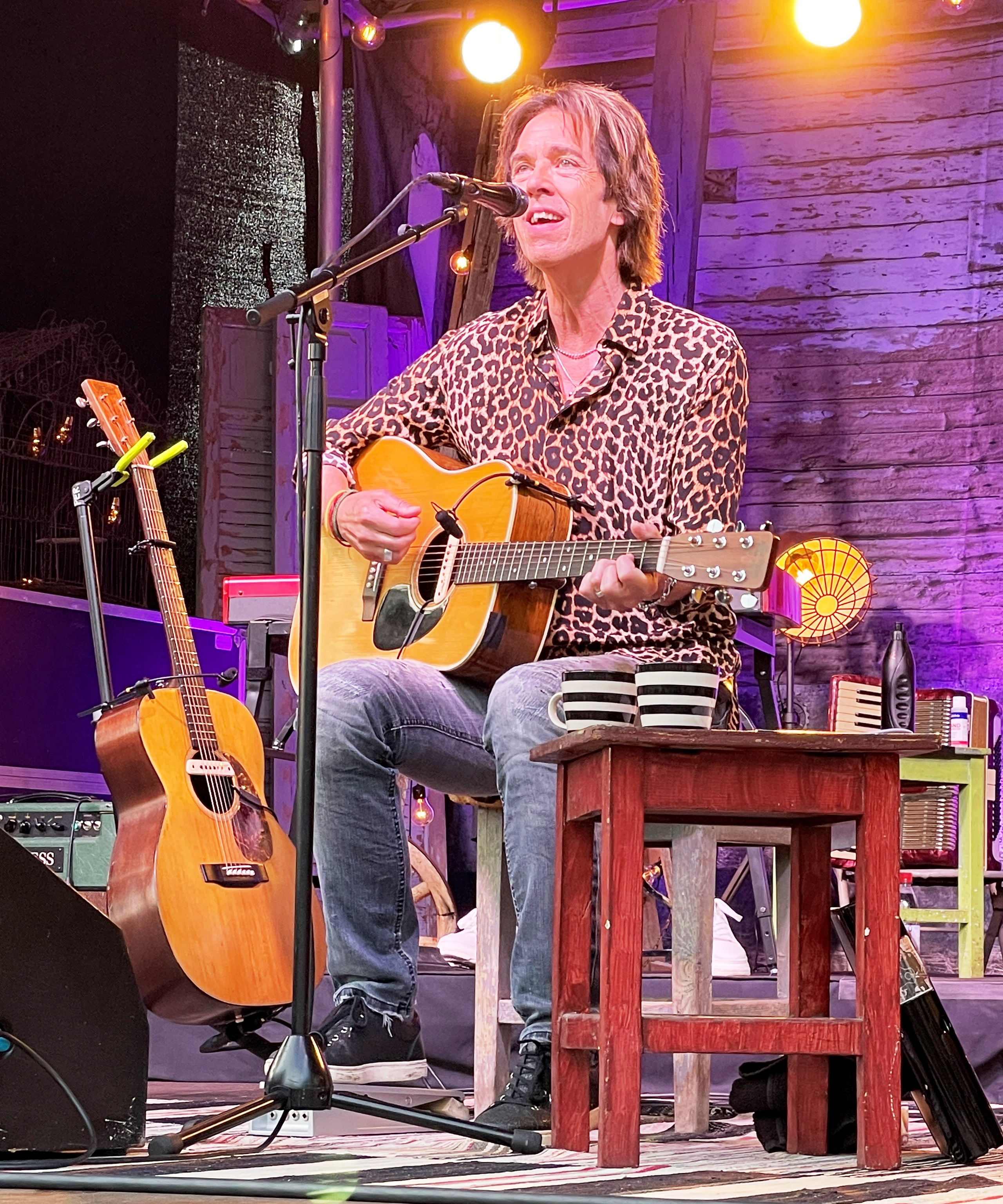
Пер Гессле
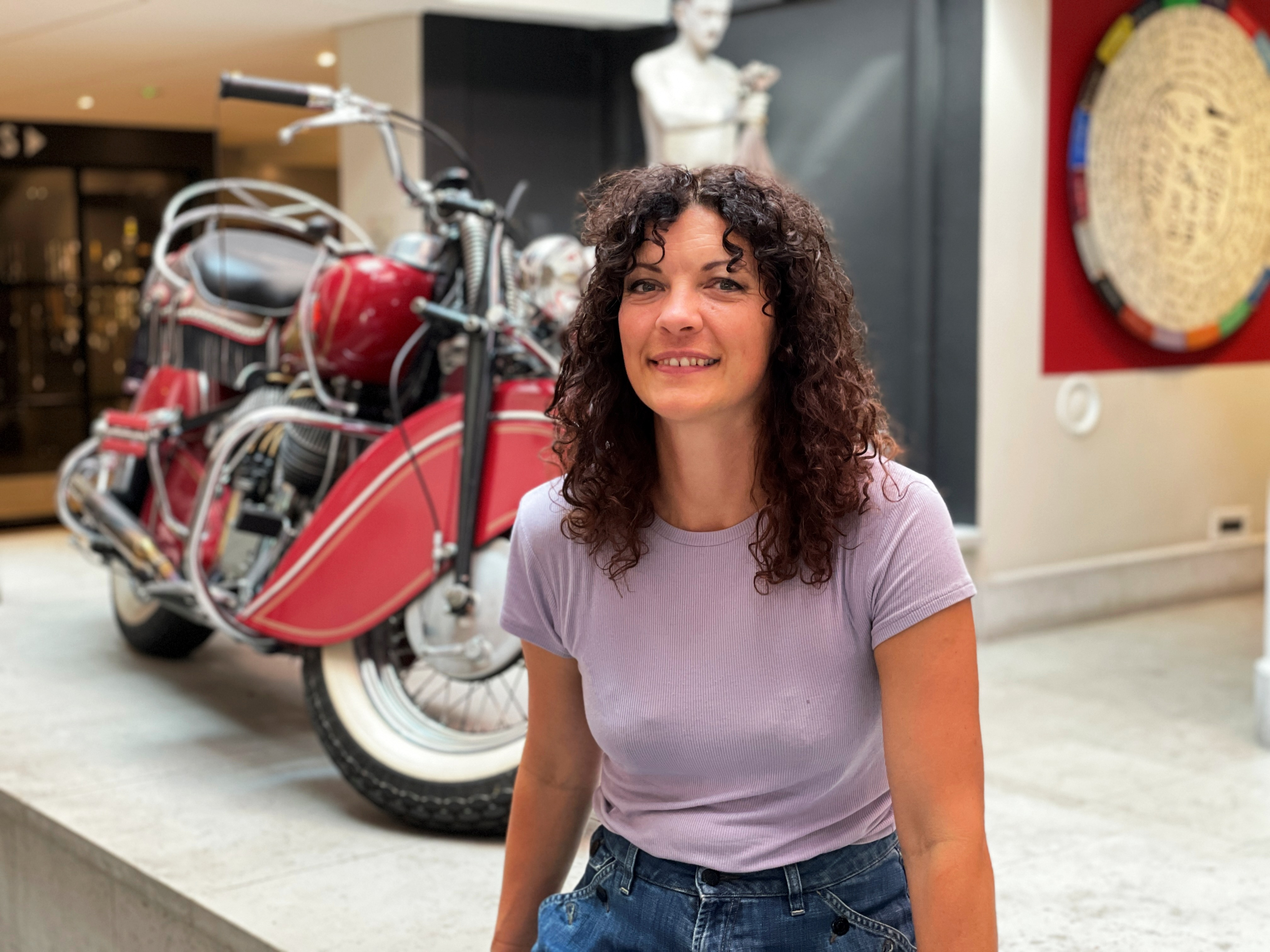
Хелена Юсефссон
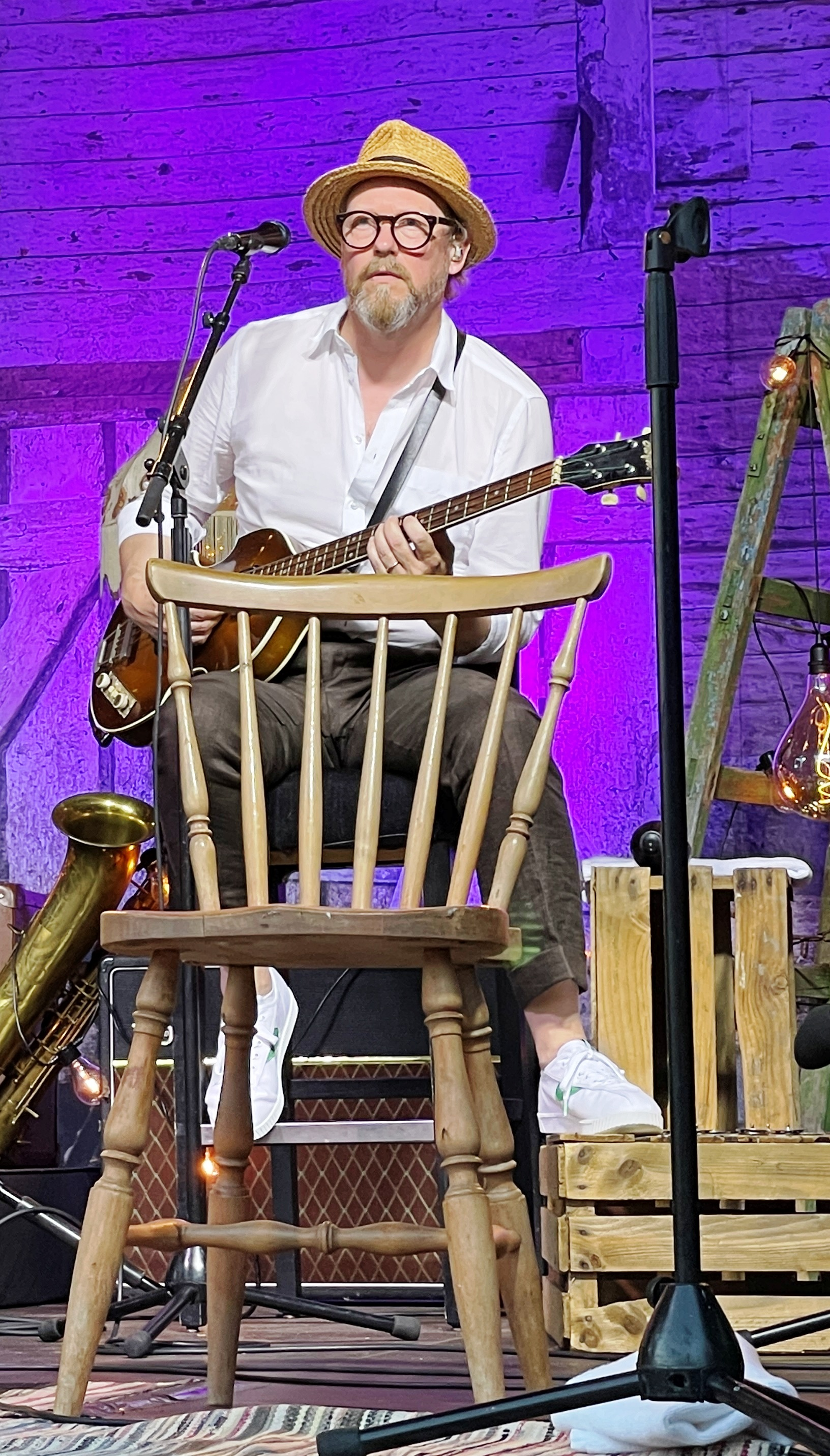
Магнус Бёрьесон
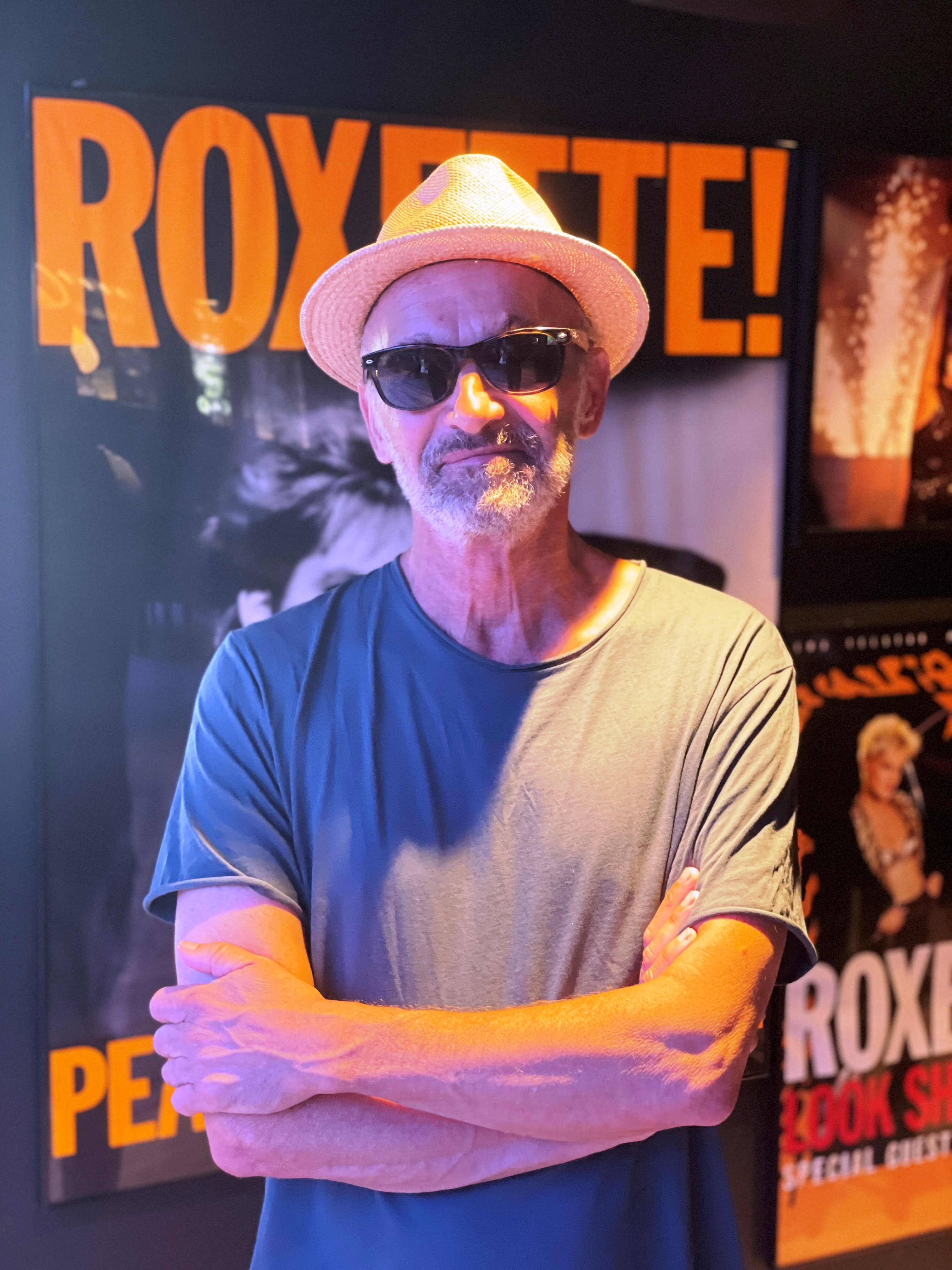
Кларенс Эверман
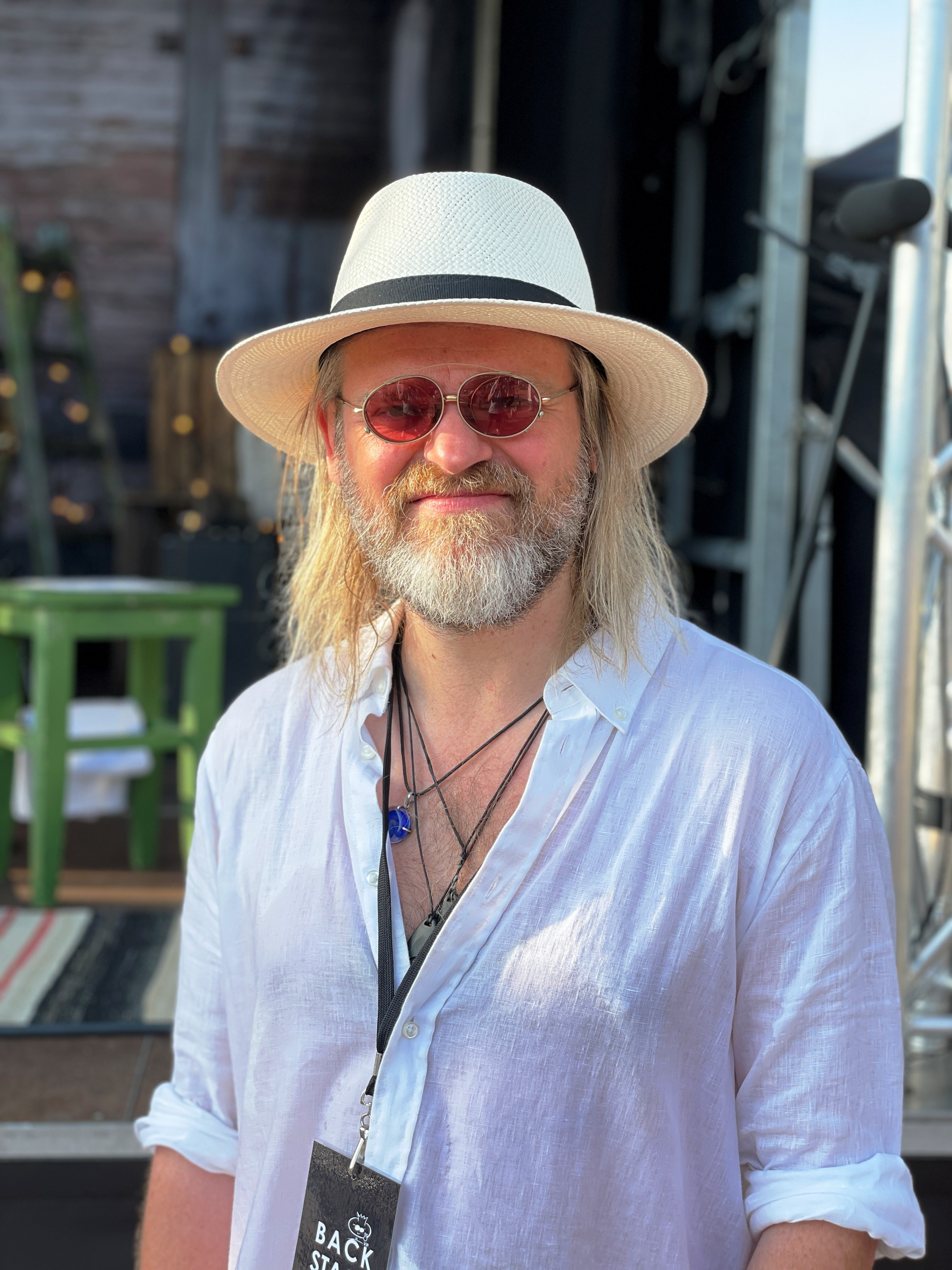
Кристофер Лундквист

## Список песен
На выступлениях Гессле решил исполнять шведскоязычные песни из своей сольной карьеры, а также композиции своей шведской группы Gyllene Tider. Все концерты отличались друг от друга, так как музыкант добавлял 2-3 композиции местами, убирал, либо добавлял песни. Примерный список композиций представлен ниже (по примеру четвёртого концерта, 14 июля):
1. Kung av sand
2. På promenad genom stan
3. Flickan i en Cole Porter-sång
4. Småstadsprat
5. Tycker om när du tar på mej
6. Det hjärta som brinner
7. Tuffa tider
8. Juni, juli, augusti
9. Pappa
10. It Must Have Been Love
11. Ömhet
12. Här kommer alla känslorna (på en och samma gång)
13. Min hälsning
14. Vandrar i ett somarregn
15. Listen to Your Heart
16. Sommartider
17. När alla vännerna gått hem
18. Vid hennes sida
19. Honung och guld
20. Om du bara vill

Исполнение песни «Listen to Your Heart» на каждом концерте было посвящено покойным участникам группы Roxette — вокалистке Мари Фредрикссон и ударнику Пелле Альсингу.

## Отзывы критиков

### Летние концерты
- Обозреватель шведской еженедельной газеты «Aftonbladet» Маркус Ларссон публикует рецензию на первое выступление группы и ставит 3 балла из 5. Он называет «невероятной» вокалистку Хелену Юсефссон и «пожилым человеком с гитарой» Кристофера Лундквиста (отсылка к истории с его задержанием шведской полицией и первым сообщениям об этом в прессе[26][27]). Ларссон называет стиль игры группы «халландско-американским» и отмечает, что «единственными шведскими музыкантами, которые могут соревноваться с Гессле в плане запоминающихся мелодий — это группа ABBA». Несмотря на то, что группа играет отличную «Listen to Your Heart», посвящённую памяти Мари Фредрикссон и Пелле Альсинга, публика всё же ждет главный летний хит — «Sommartider». По мнению критика, в премьерном концерте Гессле нет ничего особенного, всё «дышит взрослым и непритязательным качеством, которое имеет все предпосылки перерости во что-то более сильное»[28].
- В своей рецензии хальмстадская газета «Hallandsposten» пишет, что «песни из музыкальной сокровищницы Гессле невозможно исполнять тихо»[29].
- Обозреватель гётеборгской газеты «Göteborgs-Posten» Юхан Линдквист напоминает, что Гессле ничего не стоит собрать полный стадион «Уллеви» (крупная спортивная арена в Гётеборге), поэтому подобные камерные акустические выступления — это «простой, нежный и тёплый момент»[30].

### Осенние концерты
- Аннонсируя декабрьские концерты в Эребру, местная газета «Örebro Tribune» называет Пера Гессле «одним из величайших артистов и авторов песен в Швеции»[31].
- Шведская газета «Aftonbladet» высоко оценивает премьерный осенний концерт Гессле и его группы в Линчёпинге (4 балла из 5). Обозреватель Наташа Азарми отмечает, что видеть музыканта в подобной [интимной] обстановке необычно, в то время как за год до пандемии Гессле на одном из концертов собрал крупный стадион «Уллеви» в Гётеборге. Тем не менее, вечер был «[эмоционально] сильным», со смешными историями (о том, как он переехал от родителей в свою первую хальмстадскую квартиру, познакомился с Мари Фредрикссон и как они смотрели вместе сериалы — она предпочитала «Даллас», а сам Гессле — «Династию») и «эмоциональными моментами». Азарми отмечает, что зал вмещает 760 зрителей и был заполнен почти полностью. Самым сильным моментом вечера Азарми называет исполнение двух песен Roxette: после окончания исполнения «It Must Have Been Love» зал ещё хранит молчание несколько секунд, а посвящённая памяти покойных участников группы солистки Мари Фредрикссон и ударника Пелле Альсинга «Listen to Your Heart» — одна из самых сильных баллад, написанных Гессле. Исполнение этой песни сегодня приобретает уже иной смысл (в память об ушедших музыкантах) и «сильная меланхолия ещё долго останется в стенах концертного зала»[32].
- Газета «Göteborgs-Posten» публикует рецензию на концерт группы в «Lorensbergsteatern» и отмечает, что «хиты Gyllene Tider никогда не звучали так хорошо». Песня «Ljudet av ett annat hjärta» называется лучшим хитом вечера[33].

### Весенние концерты (2022)
- Шведская газета «Wermlands-Tidningen» публикует положительную рецензию на премьерный концерт весенней сессии в Карлстаде и называет его «жизнеутверждающим»[34]. Другая газета, «Värmlands Folkblad», также оценивает выступление группы положительно и отмечает, что «это так здорово, что Пер Гессле посетил Карлстад»[35].

## Записи концерта

### Tylösand 2021 EP
4 ноября 2021 года на цифровых платформах вышел EP «Tylösand 2021 EP» с четырьмя песнями, записанными во время летних концертов:
1. Här kommer alla känslorna (2 августа 2021 года) (2:48)
2. Kung av sand (3 августа 2021 года) (4:53)
3. Flickan i en Cole Porter-sang (2 августа 2021 года) (4:30)
4. Juli, Juli, Augusti (2 августа 2021 года) (3:41)

Длительность всего мини-альбома 15 мин 52 сек.

### Видеозапись концерта
На своей официальной странице в сети Facebook Пер Гессле объявил, что концерт 5 мая 2022 года в Карлскруне записывался на видео шведским телеканалом SvT. Музыкант предположил, что запись будут транслировать в районе Рождества в декабре 2022 года.
27 августа 2022 года шведский телеканал SVT показал укороченную версию записи концерта в Карлскруне. Видео транслировалось в том числе и на официальном сайте телеканала, однако было доступно только для жителей Швеции.

### En akustisk kväll med Per Gessle
Запись концерта в Хельсинборге 6 мая 2022 года вышла на цифровых платформах 5 августа 2022 года под названием «En akustisk kväll med Per Gessle» (со швед. — «Акустический вечер с Пером Гессле»). Запись вышла только в формате цифрового релиза, который включает два «диска»:
Диск 1
1. Kung av sand (Helsingborg 6 maj 2022)
2. På promenad genom stan (Helsingborg 6 maj 2022)
3. Flickan i en Cole Porter-sång (Helsingborg 6 maj 2022)
4. Småstadsprat (feat. Helena Josefsson) [Helsingborg 6 maj 2022]
5. Min plats (Helsingborg 6 maj 2022)
6. Tycker om när du tar på mig (feat. Helena Josefsson) [Helsingborg 6 maj 2022]
7. Det hjärta som brinner (Helsingborg 6 maj 2022)
8. Ljudet av ett annat hjärta (feat. Helena Josefsson) [Helsingborg 6 maj 2022]
9. Varmt igen (feat. Helena Josefsson) [Helsingborg 6 maj 2022]
10. Tuffa tider (för en drömmare) [Helsingborg 6 maj 2022]
11. Juni, Juli, Augusti (feat. Helena Josefsson) [Helsingborg 6 maj 2022]
12. It Must Have Been Love (feat. Helena Josefsson) [Helsingborg 6 Maj 2022]
13. Vilket håll du än går (Helsingborg 6 maj 2022)
14. Här kommer alla känslorna (på en och samma gång) [Helsingborg 6 maj 2022]
15. Min hälsning (Helsingborg 6 maj 2022)
16. Födelsedag (Helsingborg 6 maj 2022)
17. Listen to Your Heart (Helsingborg 6 Maj 2022)
18. När vi två blir en (Helsingborg 6 maj 2022)
19. Vid hennes sida (Helsingborg 6 maj 2022)
20. Sommartider (Helsingborg 6 maj 2022)
21. När alla vännerna gått hem (feat. Helena Josefsson) [Helsingborg 6 maj 2022]

Диск 2
На втором диске были записаны песни, которые исполнялись летом в Тюлёсанде, но не исполнялись осенью на концертах в закрытых помещениях. Таким образом, на релизе охвачен полный сет-лист из всех песен, которые группа в принципе исполняла во время этого гастрольного тура.
1. Honung och guld (Hotel Tylösand, 2 aug 2021)
2. Pappa (Hotel Tylösand, 2 aug 2021)
3. Vandrar i ett sommarregn (Hotel Tylösand, 2 aug 2021)
4. Ömhet (feat. Helena Josefsson) [Hotel Tylösand, 2 aug 2021]
5. Jag skulle vilja tänka en underbar tanke (Hotel Tylösand, 21 juli 2021)
6. Om du bara vill (Hotel Tylösand, 2 aug 2021)

## События после тура
В сентябре 2021 года Пер Гессле заявил, что вместе с музыкантами «старой группы Roxette» закончил записывать новый сольный студийный англоязычный альбом, который, по его словам, «будет являться потерянным связующим звеном между „Look Sharp!“ и „Joyride“». Альбом получил название «Pop-Up Dynamo!» и вышел к октябре 2022 года.